# 鈴木愛理 (歌手)
鈴木 愛理（すずき あいり、1994年〈平成6年〉4月12日 - ）は、日本の歌手、女優、モデル。所属事務所はアップフロントクリエイト、所属レーベルはzetima、UP-FRONT WORKS、Epic Records Japan（Sony Music Labels）。
千葉県出身（岐阜県生まれ）。血液型B型。身長161.8cm。15年間ハロー!プロジェクトに在籍し、アイドルグループ・℃-ute、Buono!のメンバーとして活動。

## 略歴
6歳の時、アップフロントミュージックスクールに入学。同スクールで「ハロー!プロジェクト・キッズ オーディション」を紹介されて受験し、2002年6月30日に8歳で合格。
2003年9月12日、ハロー!プロジェクトの新ユニット、あぁ!メンバーに選出。
2005年6月11日、℃-ute結成。
2007年7月21日、Buono!メンバーに選出。
2013年4月、慶應義塾大学環境情報学部に入学。
2015年、同年6月号より女性ファッション雑誌『Ray』の専属モデルとして活動開始。
2017年3月、同大学卒業。
同年6月12日、さいたまスーパーアリーナでの℃-ute解散公演を以て、ハロー!プロジェクトを卒業。
同年12月31日、『Hello! Project 20th Anniversary!! Hello! Project COUNTDOWN PARTY 2017 〜GOOD BYE & HELLO!〜』にサプライズ出演し、新曲「未完成ガール」を初披露。ソロアーティストとして活動開始。
2018年3月26日、COTTON CLUBにてソロ始動後初の単独公演を開催。
同年4月9日、Zepp Tokyoにてバンドスタイルでの公演を開催。
同年5月19日、『GirlsAward 2018 SPRING/SUMMER』に出演し初ランウェイを飾る。
同年6月6日、ソロデビュー・アルバム『Do me a favor』リリース。
同年7月9日、ソロとして初の日本武道館公演を開催。
2022年4月、テレビアニメ『かぐや様は告らせたい-ウルトラロマンティック-』のエンディングテーマを担当。『ハートはお手上げ』はソロとして初めてのアニメタイアップ曲となった。
同年12月31日、日本武道館で開催の『第6回ももいろ歌合戦』（BS日テレ・ニッポン放送・ABEMAなどが生中継）へ初出場。
2023年12月31日、横浜アリーナで開催の『第7回ももいろ歌合戦』(ABEMA・ニッポン放送)へ2回目の出場。

## 人物
- 父はプロゴルファーの鈴木亨[21]で、母は元プロゴルファーの丸谷京子[22]であることから、MC等のトークで自らゴルフの話題を出したり、周囲からゴルフの話題を振られたりすることがある。『よろセン!』ではゴルフの授業を担当した。ゴルフに関しては弟の方が巧いとも述べている[注 1]。出身地である千葉県に本社がある千葉銀行CMで親娘共演を果たしている。
- 大学時代は鈴木寛のゼミに所属し、卒業研究として「レコード音源とライブ音源を聴取した時、人間の脳波がどう違うか」というテーマを選んだ[23]。この研究は後輩に引き継がれ[24]、後に「日本音響学会の学会誌に掲載された」とされている[23]。
- ハロー!プロジェクトに入るきっかけは、モーニング娘。の舞台『LOVEセンチュリー〜夢はみなけりゃ始まらない〜』で、矢口真里が最前列にいた鈴木に向かってステージ上から手を振ったことがきっかけ[25]。
- Berryz工房の清水佐紀からは制服のおさがりをもらうほどの仲である[26]。他に、グラビア雑誌『UP to boy』で共演した渡辺麻友とも仲が良い[27]。
- ℃-uteの曲で一番好きなのは「美少女心理」[28]。
- 好きな物は母が作った炊き込みご飯[29]。
- 抹茶も好きでBerryz工房の熊井友理奈とよく一緒に抹茶を使ったスイーツを食べている。2人で組んだ非公式ユニット「抹茶ーず」[30]は2012年11月26日に宇治商工会議所より「宇治茶♥大使」[31]に任命された。2016年11月14日には「宇治市観光大使」[32]にも任命された。
- 幼少の頃から歌うことが大好きで、歌手になることを目標としてきた[5]。また、コルネットを吹くことができる[33]。
- 嫌いなものは、ヘビと雷。雷が鳴ると机の下に逃げ込む[34]。
- 仕事をきっかけにアニメにハマっており、『魔法少女まどか☆マギカ』『化物語』『ラブライブ!』が好きである[35]。
- 日本武道館での初コンサートのライブ看板が、スペルミスで｢DUDOKAN｣と表示される。このニュースは反響が大きく、DUDOKANがライブ当日のTwitterのトレンド入りした[36][37]
- 新体操選手の畠山愛理とも親交があるが、畠山が鈴木誠也と結婚したため同姓同名となった[38]。

## 作品

### シングル
|   | 発売日         | タイトル         | 販売形態                        | 規格品番  | 最高位 | 初動  | 収録アルバム |
| - | -------------- | ---------------- | ------------------------------- | --------- | --- | ----- | ------------ |
| 1 | 2019年09月04日 | Escape           | 初回生産限定盤A(CD+DVD)         | EPCE-7513 | - 3位（Billboard Japan Top Singles Sales） - 65位（Billboard Japan Download Songs） - 7位（Billboard Japan Hot 100） | 3.9万 | i            |
| 1 | 2019年09月04日 | Escape           | 初回生産限定盤B(CD+DVD)         | EPCE-7515 | - 3位（Billboard Japan Top Singles Sales） - 65位（Billboard Japan Download Songs） - 7位（Billboard Japan Hot 100） | 3.9万 | i            |
| 1 | 2019年09月04日 | Escape           | 初回生産限定盤SP(CD+DVD)        | EPCE-7517 | - 3位（Billboard Japan Top Singles Sales） - 65位（Billboard Japan Download Songs） - 7位（Billboard Japan Hot 100） | 3.9万 | i            |
| 1 | 2019年09月04日 | Escape           | 通常盤A(CD)                     | EPCE-7519 | - 3位（Billboard Japan Top Singles Sales） - 65位（Billboard Japan Download Songs） - 7位（Billboard Japan Hot 100） | 3.9万 | i            |
| 1 | 2019年09月04日 | Escape           | 通常盤B(CD)                     | EPCE-7520 | - 3位（Billboard Japan Top Singles Sales） - 65位（Billboard Japan Download Songs） - 7位（Billboard Japan Hot 100） | 3.9万 | i            |
| 1 | 2019年09月04日 | Escape           | 通常盤C(CD)                     | EPCE-7521 | - 3位（Billboard Japan Top Singles Sales） - 65位（Billboard Japan Download Songs） - 7位（Billboard Japan Hot 100） | 3.9万 | i            |
| 2 | 2022年06月01日 | ハートはお手上げ | 期間限定生産盤(CD+Blu-ray Disc) | ESCL-5660 | - 23位（Billboard Japan Top Singles Sales）                                                                          | 0.1万 | 28/29        |
| 2 | 2022年06月01日 | ハートはお手上げ | 通常盤(CD)                      | ESCL-5659 | - 23位（Billboard Japan Top Singles Sales）                                                                          | 0.1万 | 28/29        |
| 3 | 2023年03月29日 | heart notes      | 期間限定生産盤(CD+Blu-ray Disc) | ESCL-5809 | - 43位（Billboard Japan Top Singles Sales）                                                                          | 0.0万 | 28/29        |
| 3 | 2023年03月29日 | heart notes      | 通常盤(CD)                      | ESCL-5808 | - 43位（Billboard Japan Top Singles Sales）                                                                          | 0.0万 | 28/29        |

### デジタルシングル
|    | 発売日         | タイトル                            | 規格品番  | 最高位                                | 収録アルバム |
| -- | -------------- | ----------------------------------- | --------- | ------------------------------------- | ------------ |
| 1  | 2020年04月28日 | BABY!WE CAN DO IT!                  | UFDL-1456 | 80位 (Billboard Japan Download Songs) | 26/27        |
| 2  | 2020年05月29日 | Let The Show Begin                  | UFDL-1458 |                                       | 26/27        |
| 3  | 2020年08月01日 | Easy To Smile                       | UFDL-1460 |                                       | 26/27        |
| 4  | 2020年08月01日 | きみにだけ人見知り (Home Demo ver.) | UFDL-1461 |                                       | 26/27        |
| 5  | 2020年12月21日 | 真夜中のメリーゴーランド            | UFDL-1467 |                                       | 26/27        |
| 6  | 2021年06月17日 | Be Brave                            | UFDL-1481 |                                       | 26/27        |
| 7  | 2021年11月07日 | rescue                              | UFDL-1486 |                                       | 26/27        |
| 8  | 2022年09月21日 | Pink Shadow(ANIMALS Ver.)           | UFDL-1510 |                                       | 28/29        |
| 9  | 2023年10月25日 | 最強の推し!                         |           |                                       | 28/29        |
| 10 | 2025年05月14日 | Ruby                                | UFDL-1557 |                                       |              |
| 11 | 2025年05月31日 | Oops!                               | UFDL-1558 |                                       |              |
| 12 | 2025年07月29日 | ゼロイチ                            | UFDL-1560 |                                       |              |

### アルバム
|   | 発売日         | タイトル      | 販売形態                    | 規格品番  | 最高位 | 初動  |
| - | -------------- | ------------- | --------------------------- | --------- | --- | ----- |
| 1 | 2018年06月06日 | Do me a favor | 初回生産限定盤(CD+BD)       | EPCE-7406 | - 6位（Billboard Japan Top Albums Sales） - 4位（Billboard Japan Download Albums） - 5位（Billboard Japan Hot Albums）    | 1.8万 |
| 1 | 2018年06月06日 | Do me a favor | 通常盤(CD)                  | EPCE-7408 | - 6位（Billboard Japan Top Albums Sales） - 4位（Billboard Japan Download Albums） - 5位（Billboard Japan Hot Albums）    | 1.8万 |
| 2 | 2019年12月18日 | i             | 初回生産限定盤(CD+BD)       | EPCE-7553 | - 11位（Billboard Japan Top Albums Sales） - 13位（Billboard Japan Download Albums） - 13位（Billboard Japan Hot Albums） | 0.9万 |
| 2 | 2019年12月18日 | i             | 通常盤(CD)                  | EPCE-7555 | - 11位（Billboard Japan Top Albums Sales） - 13位（Billboard Japan Download Albums） - 13位（Billboard Japan Hot Albums） | 0.9万 |
| 3 | 2022年02月02日 | 26/27         | 初回生産限定盤A(CD+BD)      | EPCE-7660 | - 9位（Billboard Japan Top Albums Sales） - 18位（Billboard Japan Download Albums） - 10位（Billboard Japan Hot Albums）  | 1.0万 |
| 3 | 2022年02月02日 | 26/27         | 初回生産限定盤B(CD+BD)      | EPCE-7662 | - 9位（Billboard Japan Top Albums Sales） - 18位（Billboard Japan Download Albums） - 10位（Billboard Japan Hot Albums）  | 1.0万 |
| 3 | 2022年02月02日 | 26/27         | 通常盤(CD)                  | EPCE-7664 | - 9位（Billboard Japan Top Albums Sales） - 18位（Billboard Japan Download Albums） - 10位（Billboard Japan Hot Albums）  | 1.0万 |
| 4 | 2024年03月20日 | 28/29         | 初回生産限定盤(CD+BD+Goods) | ESCL-5916 | - 16位（Billboard Japan Top Albums Sales） - 13位（Billboard Japan Download Albums） - 16位（Billboard Japan Hot Albums） | 0.5万 |
| 4 | 2024年03月20日 | 28/29         | 通常盤(CD+Goods)            | ESCL-5918 | - 16位（Billboard Japan Top Albums Sales） - 13位（Billboard Japan Download Albums） - 16位（Billboard Japan Hot Albums） | 0.5万 |

### 音楽映像作品
|   | 発売日         | タイトル                                              | 販売形態 | 規格品番  |
| - | -------------- | ----------------------------------------------------- | -------- | --------- |
| 1 | 2018年10月31日 | 鈴木愛理 1st LIVE 〜Do me a favor @ 日本武道館〜      | DVD      | EPBE-5581 |
| 1 | 2018年10月31日 | 鈴木愛理 1st LIVE 〜Do me a favor @ 日本武道館〜      | Blu-ray  | EPXE-5141 |
| 2 | 2019年05月22日 | 鈴木愛理 LIVE TOUR 2018 “PARALLEL DATE”               | DVD      | EPBE-5591 |
| 2 | 2019年05月22日 | 鈴木愛理 LIVE TOUR 2018 “PARALLEL DATE”               | Blu-ray  | EPXE-5152 |
| 3 | 2020年05月20日 | 鈴木愛理 LIVE PARTY No Live, No Life?                 | Blu-ray  | EPXE-5168 |
| 4 | 2023年06月07日 | 鈴木愛理 LIVE PARTY No Live, No Life??                | Blu-ray  | EPXE-5231 |
| 5 | 2023年11月29日 | 鈴木愛理 LIVE 2023～ココロノオトヲ～                  | Blu-ray  | EPXE-5240 |
| 6 | 2025年03月19日 | 鈴木愛理 LIVE PARTY #NLNL EX ～未完ガラクタカプセル～ | Blu-ray  | EPXE-5261 |

### その他参加音楽作品
- ミニモニ。と高橋愛+4KIDS「げんき印の大盛りソング/お菓子つくっておっかすぃ〜」（2002年11月27日、zetima、EPCE-5188） - EAN 4942463518820
- H.P.オールスターズ「ALL FOR ONE & ONE FOR ALL!」（2004年12月1日、zetima、EPCE-5343）- EAN 4942463534325
- 鈴木雅之 feat. 鈴木愛理「DADDY! DADDY! DO! feat. 鈴木愛理」（2020年4月15日、エピックレコードジャパン、ESCL-5397）[62]
- 40mP feat. 鈴木愛理「空は二度燃える」(2021年3月21日)
- 鈴木愛理×Blue Vintage「Apple Pie」(2021年4月12日)
- クレイユーキーズ「この手。」(2021年7月25日) - ゲストボーカル参加。
- ラブミー(CV.愛美)×ラブリー(CV.鈴木愛理)「Across the Horizon」（2021年11月1日）
- 愛美、伊藤美来、小笠原仁（GYROAXIA）、梶原岳人、鈴木愛理、DIALOGUE+、TrySail、仲村宗悟、花澤香菜、halca  「Sparkle」(2022年6月17日) - ライブイベント『Animelo Summer Live 2022 -Sparkle-』テーマソング
- ツミキ feat. 鈴木愛理「shampoo」（2023年4月12日） - 日本テレビ系「音と画」より誕生[63]
- オーイシマサヨシ「主人公になろう! feat.鈴木愛理」（2025年1月3日） - TVアニメ「空色ユーティリティ」オープニング主題歌[64]
- KAZ「Avocado feat. Airi Suzuki」（2025年7月23日）

### その他映像作品
- ℃-ute 鈴木愛理 in 沖縄 AIRI'S CLASSIC（2008年6月25日、zetima） - EAN 4942463529598。
- Pure Blue（2009年7月1日、zetima） - EAN 4942463533991。
- 矢島舞美&鈴木愛理メイキングDVD（2010年1月、ワニブックス）[注 2]
- 夏休み（2010年8月25日、zetima） - EAN 4942463538699。
- 携帯彼女（2011年4月6日、ジェネオン・ユニバーサル・エンターテイメント） - EAN 4988102998738。
- BROTHERS（2011年6月22日、ジェネオン・ユニバーサル・エンターテイメント） - EAN 4988102009304。
- 気分てんかん（2011年7月13日/DVD、8月31日/Blu-ray、zetima） - EAN 4942463516031。
- 夏カラダ（2011年8月3日/DVD、9月7日/Blu-ray、zetima） - EAN 4942463516130。
- ここが好き（2012年7月25日/DVD、zetima） - EAN 4942463544096。
- 私の∮Keyを知ってますか（2013年9月25日、zetima） - EAN 4942463547295。
- 新嘉坡（2014年6月25日、zetima） - EAN 4942463548599。
- ハロ！モバPresents 矢島舞美&鈴木愛理 アコースティックライブ2016 ~コロンの娘。ふたたび~（2017年02月22日、zetima）- EAN 4942463523930

## 出演

### テレビドラマ
- ティンティンTOWN!「リリパット王国」（2002年、日本テレビ）
- ヒットメーカー 阿久悠物語（2008年8月1日、日本テレビ） - 桜田淳子 役
- 数学♥女子学園（2012年1月11日 - 3月28日、日本テレビ） - 上原優梨 役
- Piece（2012年10月6日 - 12月29日、日本テレビ） - 瀬戸内円 役
- 近キョリ恋愛〜Season Zero〜 第12話（2014年10月11日、日本テレビ） - 舞花 役
- 植木等とのぼせもん（2017年9月9日 - 10月21日、NHK） - 奥村チヨ 役[65]
- Iターン（2019年7月13日 - 9月28日、テレビ東京） - 吉村美月 役[66]
- ドラマDELI「140字の恋」（2021年3月5日 - 26日、読売テレビ） - 辻糸華 役[67]
- 推しが上司になりまして（2023年10月5日 - 12月21日、テレビ東京） - 主演・中条瞳 / 小天使 役[68]
  - 推しが上司になりまして フルスロットル（2025年10月9日〈予定〉 - 、テレビ東京） - 主演・南愛衣 役[69]
- ある日、下北沢で（2024年3月17日、TOKYO MX） - 主演・愛理 役[70]
- ミス・ターゲット（2024年4月21日 - 6月16日、朝日放送テレビ・テレビ朝日） - 玉木萌 役[71]

### 配信ドラマ
- ブラックシンデレラ（2021年4月22日 - 6月10日、ABEMA） - ルイ 役
- 会社は学校じゃねぇんだよ 新世代逆襲編（2021年10月21日 - 12月9日、ABEMA） - 一花 役
- ANIMALS‐アニマルズ‐（2022年6月23日 - 、ABEMA） - 主演・鹿森海 役[72]

### テレビ番組
- HEY!HEY!HEY! MUSIC CHAMP（フジテレビ系） - 藤本美貴「ブギートレイン'03」のバックダンサー
- 第54回NHK紅白歌合戦（2003年12月31日、NHK総合） - 松浦亜弥「ね〜え?」のバックダンサー
- 第58回NHK紅白歌合戦（2007年12月31日、NHK総合） - ℃-uteのメンバーとして初出場
- 美女放談（2009年5月1日・8日、テレビ東京） - 鳩山幸と対談
- さまスポ（2017年8月19日・26日・9月16日・23日・2018年1月27日・2月10日・17日・9月29日、テレビ東京）
- テレ東音楽祭（テレビ東京）
  - テレ東音楽祭2018（2018年6月27日）
  - テレ東音楽祭2019（2019年6月26日）
- 音楽の日 2019（2019年7月13日・7月14日、TBS）
- CDTVスペシャル!年越しプレミアライブ2019→2020（2019年12月31日 - 2020年1月1日、TBS）
- クラシックTV（2021年4月1日 - 、NHK Eテレ） - MC[73][注 3]
  - パイロット版（2020年12月17日・24日）[74]
- あざとくて何が悪いの?（テレビ朝日）
  - （2022年2月19日） - ミニドラマ出演
  - （2023年10月5日 - ） - MC（山里亮太と担当）[75]
- ROOMIC（2022年2月20日、中京テレビ）
- 第6回ももいろ歌合戦（2022年12月31日、BS日テレ・ニッポン放送・ABEMAなど）
- テレ東60祭!ミュージックフェスティバル2023～一生聞きたい!昭和・平成・令和ヒット曲100連発～（2023年11月15日、テレビ東京）
- 秋山ロケの地図（2023年11月28日、12月5日、テレビ東京）[76] [77]

### ウェブ番組
- 第22回ハロプロビデオチャット（2005年8月18日、ハロー!プロジェクト on フレッツ）
- 生ライブ＆MV初解禁!元℃-ute鈴木愛理ソロデビュー記念特番『#DMAF』（2018年6月6日、AbemaTV）[78]
- 安室奈美恵ファッション総選挙 FASHION MOVIE BEST 50（2018年9月9日、AbemaTV）[79]
- 矢口真里の火曜The NIGHT（2019年7月31日・12月18日・2021年9月22日、AbemaTV）[80] - 2021年9月22日は代理MC
- 鈴木愛理の火曜The NIGHT（2019年8月7日 - 10月9日、AbemaTV） - 代理MC[81]
- オーイシマサヨシ×鈴木愛理のアニソン神曲カバーでしょdeショー!!（2021年6月5日、YouTube〈動画、はじめてみました〉[82]） - MC
- 2024最美的夜 bilibili跨年晚会（2024年12月31日、bilibili）

### 映画
- ミニモニ。じゃムービーお菓子な大冒険!（2002年12月14日、東映） - 妖精アイリーン 役。
- ヴァンパイア・ストーリーズ BROTHERS（2011年10月8日、Thanks Lab.） - ミドリ 役。
- ゴメンナサイ（2011年10月29日、Thanks Lab.） - 主演・日高由香 役。
- 王様ゲーム（2011年12月17日、BS-TBS） - 主演・岩村莉愛 役[注 4]。

### オリジナルビデオ
- 携帯彼女（2011年4月6日、ジェネオン・ユニバーサル・エンターテイメント） - 主演・倉石エリカ 役[84]

### テレビアニメ
- かぐや様は告らせたい-ウルトラロマンティック-（2022年6月11日、TOKYO MX） - 女子生徒・末理 役

### 舞台
- 愛華みれ主演ミュージカル「34丁目の奇跡〜Here's Love〜」（2004年11月27日 - 12月28日、かめありリリオホール） - スーザン・ウォーカー 役[85]
- 『雲のむこう、約束の場所』スペシャル・リーディング・オーケストラ・コンサート（2024年11月5日・6日、すみだトリフォニーホール） - 沢渡佐由理 役[86]
- ミュージカル「SIX」日本キャスト版（2025年1月31日 - 2月21日、EX THEATER ROPPONGI / 2月28日 - 3月2日、御園座 / 3月7日 - 16日、梅田芸術劇場 シアター・ドラマシティ / 11月4日 - 9日〈予定〉、ヴォードヴィル劇場） - キャサリン・ハワード 役[87][88]

### ラジオ
- HELLO! DRIVE! -ハロドラ-（2017年 - 2019年、Radio NEO） - 月曜日担当[89]
- back number うたことば 〜あの歌詞に、このエピソード〜（2018年2月12日、NHKラジオ第1） - MC[90]
- 鈴木愛理 あいりまにあRadio（2018年 - 2022年、RKBラジオ）[91]
- 鈴木愛理のEasy To Smile（2021年 - 2024年、JFN）[92]
- LAUGH & MUSIC RADIO〜鈴木愛理のあいりがたり。（2021年 - 、FM大阪） - DJ[92]
  - 週末も鈴木愛理のあいりがたり。 supported by Amazon Music（2023年11月18日 - 2024年1月27日、FM大阪・TOKYO FM） - DJ[93]
- 今日は一日 back number三昧（2023年1月8日、NHK-FM）- MC[94]

### ウェブラジオ
- Airi's Potion（2016年 - 2019年、i-dio TS ONE）[95]
- Airi's Potion(ミュージック)ナイト（2018年4月1日、i-dio）
- 鈴木愛理 ギリ日!Airi's Potion（2020年 - 2021年、JFN PARK→AuDee）[96]
- もう少し鈴木愛理のあいりがたり。（2023年11月20日 - 2024年1月29日、Amazon Music ポッドキャスト）[97]

### MV
- 後藤真希「手を握って歩きたい」（2002年5月、zetima） - バックダンサー[注 5]

### ファッションショー
- GirlsAward
  - Rakuten GirlsAward 2018 SPRING/SUMMER（2018年5月19日、幕張メッセ）[98]
  - Rakuten GirlsAward 2018 AUTUMN/WINTER（2018年9月16日、幕張メッセ）[99]
- KANSAI COLLECTION
  - KANSAI COLLECTION 2018A/W（2018年8月29日、京セラドーム大阪）[100]
  - KANSAI COLLECTION 2019S/S（2019年3月17日、京セラドーム大阪）[101]
  - KANSAI COLLECTION 2024 AUTUMN＆WINTER（2024年8月1日、京セラドーム大阪）[102]
- 東京ガールズコレクション
  - マイナビ presents 第27回 東京ガールズコレクション 2018 AUTUMN/WINTER（2018年9月1日、さいたまスーパーアリーナ）[103]
  - SDGs推進 TGC しずおか 2019 by TOKYO GIRLS COLLECTION（2019年1月12日、ツインメッセ静岡 北館大展示場）[104]
- ミュゼプラチナム Presents SAPPORO COLLECTION 2023 AUTUMN／WINTER（2023年11月4日、北海きたえーる）[105]

### CM
- ピザーラ
  - クラブハウスピザ「おいしさはじめて篇」「ボリューム篇」（2009年3月 - 6月）
  - フランス産カマンベールチーズと厳選4種ハムのピザ「カマンダンス篇」（鈴木愛理ver.）（2009年7月）
  - モッツァ イタリアーナ〜濃厚セミドライトマト仕立て〜「表情 シズル篇」（2012年11月）
  - モッツァ ナポリ【食材シズル篇】
- 鈴乃屋
  - 振袖「琳派篇」「インタビュー篇」（2015年1月）
  - イメージキャラクター（2015年・2016年）[106]
- 千葉銀行（2017年 - ）[107]
- アダストリア ドットエスティ（2023年10月 - ）[108]
- Amazon Music
  - 「もう聞いた？ 推しのリレー」篇（2023年11月 - ）[109]
  - 「Amazon Music Prime 覚えちゃった」篇（2023年11月 - ）[110]
（いずれもアニメ「【推しの子】」のキャラクター、星野アイと共演[111]）
- 資生堂「INTEGRATE」（2024年7月18日 - ）※ミューズ就任[112]
- 金融経済教育推進機構(J-FLEC)（2024年8月 - ）[113]
- 森永製菓「パリパリサンド」（2024年8月 - ）※イメージキャラクター就任[114]
- madoguchi「オヨビーダンス」（2025年1月20日 - ）[115]
- ワールドパーティー「UVO(ウーボ)」（2025年1月27日 - ）※イメージキャラクター就任[116]
- 森永製菓「パリパリサンド」「ビスケットサンド」（2025年3月 - ）[117]
- 森永製菓「パキシエル」（2025年4月4日 - ）[118]
- 大塚製薬「オロナミンC」「ファイブミニ」（2025年4月7日 - ）[119]
- SUNTORY ハイボール缶（2025年、歌唱：限界ちゃん（鈴木愛理)）[120]

### コンサート

#### 合同コンサート・ゲスト出演
- 藤本美貴ファーストライブツアー2003春 〜MIKI (1) 〜（2003年3月2日、Zepp TOKYO） - 「ブギートレイン'03」バックダンサー。
- KAN BAND LIVE TOUR 2009【じゃぁ、スイスの首都は?】（2009年） - オープニングSEの掛け声。
- Hello! Project 20th Anniversary!! Hello! Project COUNTDOWN PARTY 2017 〜GOOD BYE & HELLO!〜（2017年12月31日、中野サンプラザ） - サプライズ出演[11]。
- VIVA LA ROCK EXTRA「ビバラポップ!」（2018年5月6日、さいたまスーパーアリーナ）[137][138]
- Sony Music Records×TBS Presents「Voice JAM」（2018年8月3日、duo MUSIC EXCHANGE）[139]
- Hello! Project 20th Anniversary!! Hello! Project 2018 SUMMER 〜ONE FOR ALL〜（2018年8月25日・26日、中野サンプラザ、計2公演） - ゲスト出演[140]。
- uP!!! SPECIAL ライブナタリー 201811（2018年11月1日、豊洲PIT） - アカシックとの対バンライブ[141]。
- rockin'on presents COUNTDOWN JAPAN 18/19（2018年12月31日、幕張メッセ）[142]
- Hello! Project 20th Anniversary!! Hello! Project 2019 WINTER 〜YOU & I〜/〜NEW AGE〜（2019年2月9日、仙台サンプラザホール / 3月2日・3日、長良川国際会議場 メインホール、計3公演 / 2会場4公演） - ゲスト出演[143]
- rockin'on presents COUNTDOWN JAPAN 19/20（2019年12月29日、幕張メッセ）[144]
- M-line Special 2021〜Make a Wish!〜（2021年1月31日 - 12月11日、9都市48公演）
- LIVE SDD 2021（2023年2月13日、大阪城ホール）[145]
- Animelo Summer Live 2021 -COLORS-（2021年8月28日、さいたまスーパーアリーナ）
- Hello! Project Year-End Party 2021 〜GOOD BYE & HELLO ! 〜（2021年12月31日、中野サンプラザ）[146] - 2部ゲスト出演。
- 小片リサ「bon voyage!」in COTTON CLUB（2022年1月12日・13日、COTTON CLUB）- ゲスト出演。
- Animelo Summer Live 2022 -Sparkle-（2022年8月26日、さいたまスーパーアリーナ）
- 長岡 米百俵フェス 〜花火と食と音楽と〜 2022（2022年10月7日、東山ファミリーランド）
- rockin'on presents COUNTDOWN JAPAN 22/23（2022年12月28日、幕張メッセ）[147]
- 第6回ももいろ歌合戦（2022年12月31日、日本武道館）
- LIVE SDD 2023（2023年2月18日、大阪城ホール）[148]
- rockin'on presents「JAPAN JAM 2023」（2023年4月30日、千葉市蘇我スポーツ公園 SKY STAGE）
- Hello! Project 25th ANNIVERSARY CONCERT「ALL FOR ONE & ONE FOR ALL!」ACT II（2023年9月10日、国立代々木競技場 第一体育館）[149]
- 第7回ももいろ歌合戦（2023年12月31日、横浜アリーナ）
- 平安神宮 桜音夜 ～紅しだれコンサート2024～（2024年4月5日、平安神宮）

### イベント
- 写真集『蒼色』発売記念握手会（2009年6月26日、福家書店・新宿サブナード店）[150][151]
- 写真集『OASIS』発売記念握手会（2011年7月23日、福家書店・新宿サブナード店 等）[152][153][154]
- 遊ぶ。暮らす。育てる。SATOYAMA & SATOUMIへ行こう 2018（2018年4月1日、パシフィコ横浜）[155]
- 震災復興支援イベント TBC夏まつり2018〜絆みやぎ〜（2018年7月22日、勾当台公園・市民広場 WESTステージ）[156]
- オール千葉おもてなし隊結成式（2018年8月26日、イオンモール幕張新都心 グランドモール）[157]
- The Creators / ザ・クリエイターズ（2018年9月22日、福岡市役所西側ふれあい広場）[158]
- メ〜テレ秋まつり2018「BOMBER-E 秋まつりスペシャルLIVE (DAY2)」（2018年9月30日、久屋広場・特設ステージ）[159]
- おかやま国際音楽祭2018「下石井3DAYS Premium Music Night」（2018年10月8日、下石井公園 特設ステージ）[160]
- 慶應義塾大学湘南藤沢キャンパス「第27回 秋祭」（2018年10月13日、慶應義塾大学湘南藤沢キャンパス） - トークショー出演[161]。
- SATOYAMA & SATOUMI with ニャオざねまつり in 熊谷（2018年10月20日、彩の国くまがやドーム）[162]
- RKBラジオまつり2018（2018年10月21日、福岡タワー前広場 特設ステージ）[163]
- 國學院大學 Miss & Mister Contest（2018年11月16日、國學院大學 渋谷キャンパス）[164]
- 未来創造展2019（2019年1月19日、愛知県体育館（ドルフィンズアリーナ））[165]

## 書籍

### 写真集
- 愛理（2007年5月20日、ワニブックス、撮影：アライテツヤ） - ISBN 978-4-8470-4007-8
- CLEAR（2007年12月5日、角川グループパブリッシング、撮影：河野英喜） - ISBN 978-4-04-895004-6
- 6月の果実（2008年6月20日、ワニブックス、撮影：根本好伸） - ISBN 978-4-8470-4084-9
- 蒼色（2009年6月26日、ワニブックス、撮影：佐藤俊作） - ISBN 978-4-8470-4171-6
- 登校日（2010年8月20日、ワニブックス、撮影：西田幸樹） - ISBN 978-4-8470-4302-4
- 巡る春（2011年5月23日、ワニブックス、撮影：西田幸樹） - ISBN 978-4-8470-4363-5
- OASIS（2011年6月23日、ワニブックス、撮影：西田幸樹） - ISBN 978-4-8470-4364-2
- この風が好き（2012年6月25日、ワニブックス、撮影：西田幸樹） - ISBN 978-4-8470-4464-9
- 卒業 鈴木愛理全集2010-2013（2013年3月31日、ワニブックス、撮影：西田幸樹） - ISBN 978-4-8470-4540-0
- 泳がない夏（2013年8月20日、ワニブックス、撮影：西田幸樹） - ISBN 978-4-8470-4572-1
- 共鳴（2014年4月12日、ワニブックス、撮影：西田幸樹） - ISBN 978-4-8470-4641-4
- 永遠 鈴木愛理全集 2010-2017（2017年3月31日、ワニブックス、撮影：西田幸樹） - ISBN 978-4-8470-4910-1
- nectar（2022年11月17日、主婦の友社）

### フォトエッセイ
- 鈴木愛理パーフェクトブック「Airi-aL」（2012年12月27日、ワニブックス） - ISBN 978-4-8470-4520-2
- 鈴木愛理スタイルブック「Airi-sT」（2014年11月27日、ワニブックス） - ISBN 978-4-8470-4711-4
- あいりまにあ（2017年5月2日、主婦の友社） - ISBN 978-4-07-424131-6[166]

### デジタル写真+ムービー作品集
- SUZUKI AIRI Iris〜アイリス〜（2012年10月16日、ファンプラス・GザテレビジョンPLUS配信、撮影：荒木勇人、動画：三浦洋平）

### その他の書籍
- Eita×鈴木愛理 Eita Produce Magic Make-up（2013年5月20日、スタンダードマガジン） - ISBN 978-4-938280-24-6。

### 雑誌連載
- Ray（2015年6月号 - 2024年9月、主婦の友社） - 専属モデル[167]

その他
- ℃-ute 鈴木愛理のCUTIE伝言板（2008年5月23日 - 2009年9月23日、Kindai）
- ℃-ute 鈴木愛理のCUTIE伝言板（2009年11月27日 - 2012年3月3日、近代映画社） - memew。
- ℃-ute 鈴木愛理のCUTIE伝言板（2012年6月25日 - 、近代映画社） - BIG ONE GIRLS。

### 新聞連載
- 愛理's パレット（2007年4月6日 - 2008年3月、毎日小学生新聞） - 隔週金曜日掲載。

## 参加ユニット
- ℃-ute（2005年 - 2017年）
- 通常ユニット
  - あぁ!（2003年 - ）
  - Buono!（2007年 - 2017年）
- 企画ユニット
  - 4KIDS
  - ダイヤレディー（2013年 - ）
- シャッフルユニット
  - H.P.オールスターズ（2004年）
  - ハロー!プロジェクト モベキマス（2011年）
- 抹茶ーず（2011年 - ）[注 6]

その他
- Gatas Brilhantes H.P.
- リトルガッタス